# Rektascension

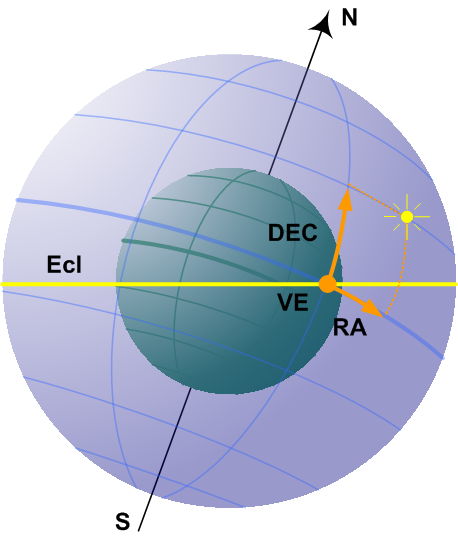
Ett himmelsobjekts rektascension (RA) och deklination (DEC); VE är skärningspunkten mellan ekliptikan och himmelsekvatorn.

Rektascension (från latinets Ascensio recta), förkortat RA och med symbolen α, är en av två vinkelkoordinater för lägesbestämning av ett himmelsobjekt (stjärna, planet, satellit osv.) på himmelssfären i det ekvatoriella koordinatsystemet. Den andra koordinaten är deklination. RA räknas från vårdagjämningspunkten mot öster utefter himmelsekvatorn.

## Beskrivning
RA används för lägesbestämning på himmelssfären analogt med hur longitud används för jordytan. Både RA och longitud mäts en öst-västlig vinkel längs ekvatorn, och båda utgår från en nollpunkt på ekvatorn. Nollpunkten för RA är vårdagjämningspunkten vilket är den punkt där solens bana skär himmelsekvatorn vid vårdagjämningen. RA mäts vanligen i timmar, minuter och sekunder på så sätt att 24 timmar utgör ett helt varv runt himmelsekvatorn. Alternativt kan RA mätas i grader och bågminuter så att ett varv motsvaras av 360°. En timme motsvaras sålunda av 15° medan en bågminut bara utgör en 1/15 av en minut.